# Королевство Энклава
Королевство Энклава (англ. Kingdom of Enclava) — виртуальное государство на участках ничейной земли на берегу реки Дунай между границами Хорватии и Сербии. Королевство Энклава появилось вскоре после образования Либерленда и в конечном итоге стало претендовать на второй по величине участок ничейной земли. Подобно Либерленду и Онгалу причиной появления Энклавы стала неопределённость и нечёткость границ между Сербией и Хорватией (Территориальный спор между Хорватией и Сербией), в результате которой некоторые участки земли вдоль Дуная с точки зрения международного права оказались ничейными (то есть на которые официально не претендует ни одно государство). 
По заявлению основателей, идея создания Энклавы — это «создать место, где каждый, независимо от цвета кожи, религии или национальности, сможет выразить свое мнение, учиться бесплатно и зарабатывать деньги, не беспокоясь о налогах». 

## История

Либерленд претендует на анклав, отмеченный как «Сига», Энклава на карман под номером 1, Онгал на карманы 2 и 3, а также на анклав без названия прямо напротив Апатина.

История Энклавы началась в тот момент, когда польские туристы Петр Ванжикевич и его друзья во время поездки в Сербию узнали от местных жителей о существовании ничейной земли площадью 100 квадратных метров (1070 квадратных футов) рядом с деревней Брезовица у города Метлика в 50 километрах (30 милях) к западу от столицы Хорватии Загреба на границе Сербии и Хорватии.
Туристы 23 апреля 2015 года решили основать на этой ничейной земле королевство Энклава, однако правительство Хорватии заявило, что это никакая не нейтральная земля, а часть Сербии, но её принадлежность окончательно будет решаться в арбитражном суде, а само королевство Энклава — это только виртуальная идея, вызвавшая шум в СМИ.
Узнав о реакции Хорватии, руководство Энклавы заявило: «Мы прекращаем всякую деятельность, связанную с созданием нового государства на полосе земли на границе между Хорватией и Сербией». После этого заявления Энклава 23 мая 2015 года была перемещена на второй ничейный участок земли площадью 0,3 квадратных километра (0,116 квадратных миль) по Дунаю между Хорватией и Сербией рядом с другим известным виртуальным государством Либерлендом.

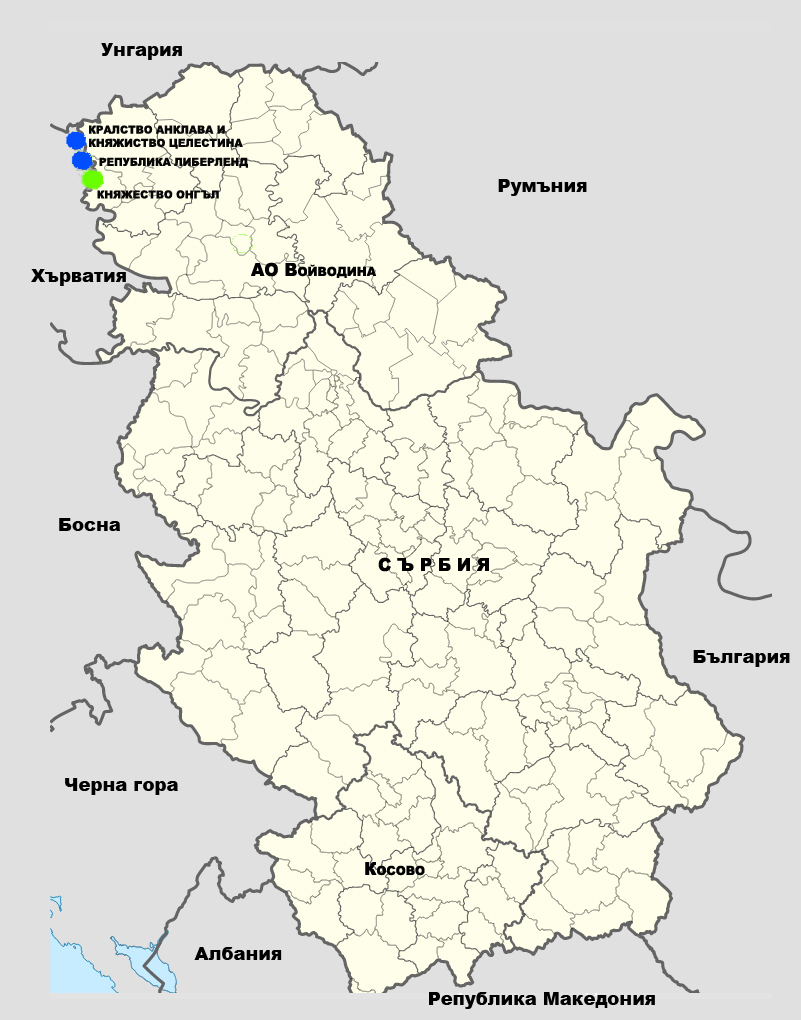
Либерленд, Онгал, Селестиния и Энклава на карте спорных земель

Однако на этом участке земли уже было свое княжество Селестиния, которое было создано за месяц до Энклавы. В связи с этим между королевством Энклава и княжеством Селестиния начались территориальные споры, но потом спор был урегулирован разделом земель, при котором Энклаве досталось 0,027 квадратных километра из 0,3.